# Konrad Reif (Politiker)
Konrad Reif (* 15. Dezember 1887 in Wien; † 13. Oktober 1963 ebenda) war ein österreichischer Politiker (SDAP) und Bundesbeamter. Reif war von 1932 bis 1934 Abgeordneter zum Landtag von Niederösterreich.
Reif besuchte nach der Volksschule die Bürgerschule und danach eine Realschule. Er schloss seine Schulbildung mit der Matura ab und trat in den Dienst der Postsparkasse. Bereits 1923 wurde Reif auf Grund von Sparmaßnahmen pensioniert und nie wieder in Dienst gestellt. Reif vertrat die Sozialdemokratische Arbeiterpartei zwischen dem 21. Mai 1932 und dem 16. Februar 1934 im Niederösterreichischen Landtag, wobei sein Mandat auf Grund des Verbots der SDAP 1934 erlosch. 
Während der Zeit des Austrofaschismus war er einer der wenigen sozialdemokratischen Politiker, die sich der „Aktion Winter“ von Ernst Karl Winter anschlossen.